# Коатепек (муниципалитет Веракруса)
Коатепек  (исп. Coatepec) — муниципалитет в Мексике, штат Веракрус, расположен в Столичном регионе штата. Административный центр — город Коатепек.